# گاری

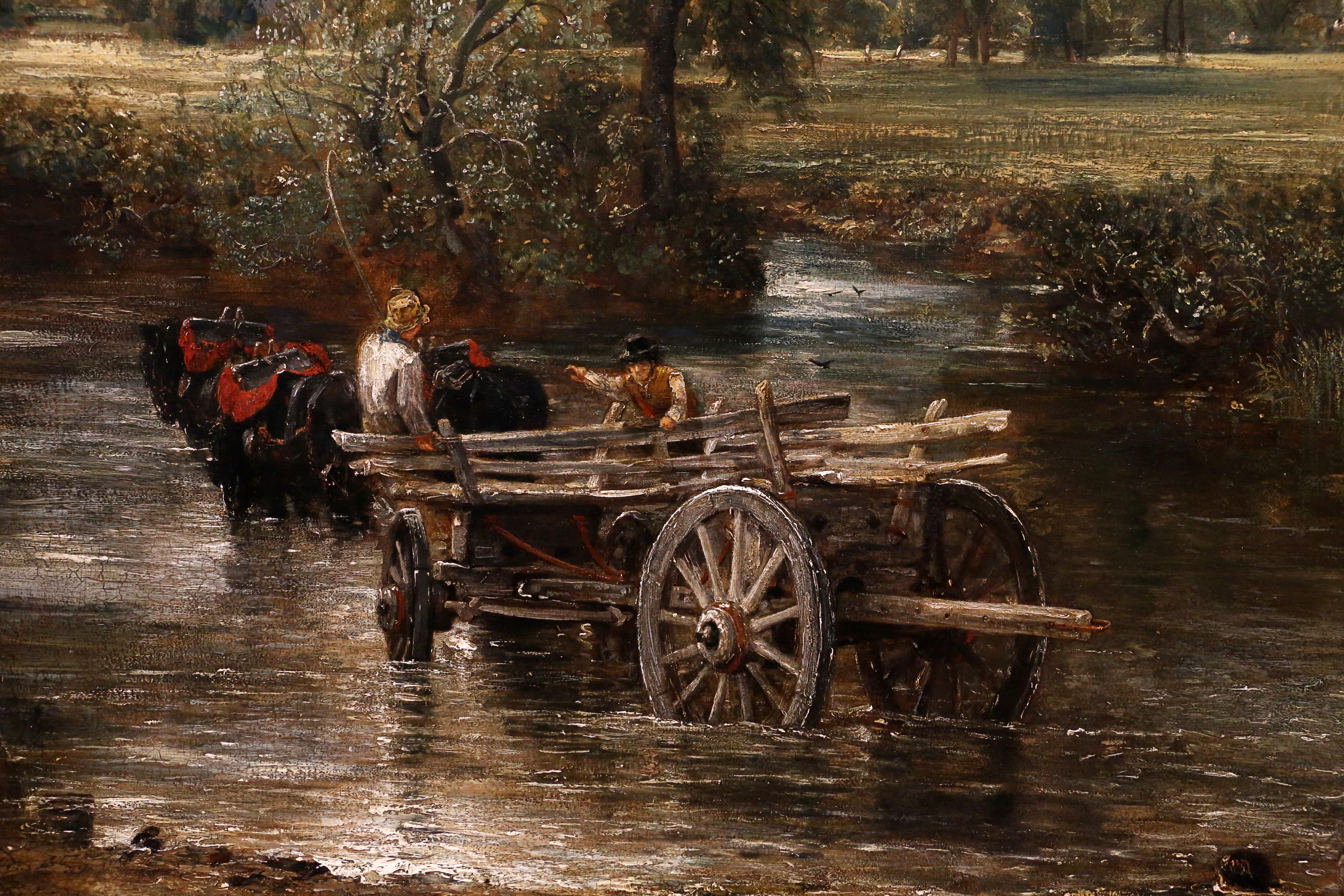
نقاشی گاری علوفه اثر جان کانستبل، ۱۸۲۱

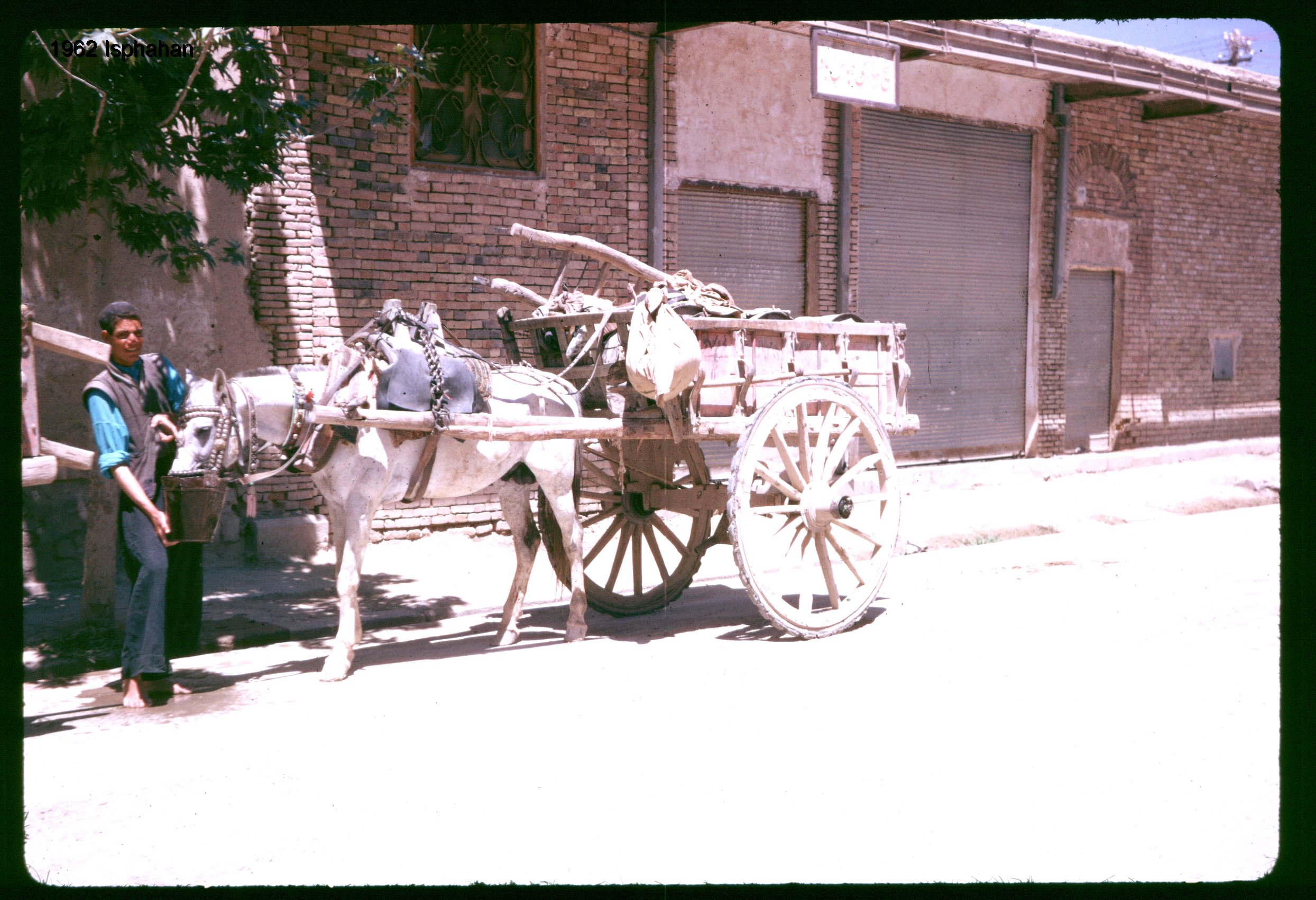
یک ارابه در اصفهان، سال ۱۳۴۱ گاری دارای ۴ چرخ است

گاری وسیله نقلیه‌ای است که چهار چرخ دارد و معمولاً به وسیلهٔ یک یا چند حیوان، اسب یا قاطر کشیده می‌شود.

## پیوندهای مرتبط
- ارابه
- درشکه
- کالسکه
- کجاوه
- گردونه
- Horse-drawn vehicle
- Horse harness
- Driving (horse)
- Horseless carriage